# Sofija Rusowa
Sofija Fedoriwna Rusowa z d. Lindfors, ukr. Софія Федорівна Русова (ur. 18 lutego 1856 w Ołesznie, zm. 5 lutego 1940 w Pradze) – ukraińska pisarka, obrończyni praw kobiet, działaczka polityczna, a także pedagog. Założycielka pierwszego przedszkola w historii Kijowa. 
Była żoną Ołeksandra Rusowa (1847–1915), ukraińskiego statystyka, antropologa, folklorysty i działacza społecznego.

## Życiorys

### Pierwsze kijowskie przedszkole
W latach 70. XIX wieku, po śmierci ojca, wspólnie z siostrą Marią założyły pierwsze w Kijowie przedszkole, do czego musiały rozpocząć studia nad metodami edukacji wczesnoszkolnej poza Kijowem.

### Działalność polityczna i społeczna
Do 1800 Imperium Rosyjskie niemal całkowicie zdemontowało instytucje polityczne i wojskowe na Ukrainie. Ukraińcy określani byli mianem „małorusinów” (zob. Małorosja) i traktowani jak podwładni. Ukraina została zredukowana do statusu rosyjskiej prowincji. W 1876 roku został wydany ukaz emski, zakazujący publikacji tekstów w „narzeczu małoruskim”, jak nazwano język ukraiński. Ukraińska inteligencja, do której należała S. Rusowa, zdecydowała się opublikować utwory Tarasa Szewczenki w dwóch tomach (fragmenty zakwestionowane przez cenzurę pozostały praktycznie nieznane). 
Za swoją działalność Rusowa została zesłana do Petersburga, była kilkakrotnie aresztowana i więziona za rewolucyjne poglądy. Po rewolucji lutowej 1917 została członkiem Ukraińskiej Rady Centralnej. Pracowała w Ministerstwie Edukacji Ukrainy. 
Była założycielem i pierwszym przewodniczącym Rady Narodowej Ukraińskich Kobiet. Pełniła funkcję przedstawiciela ukraińskich kobiet na kilku międzynarodowych konferencjach kobiecych.

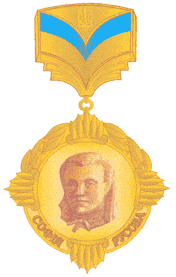
Odznaka przyznawana przez Ministerstwo Edukacji Ukrainy

### Śmierć i upamiętnienie
Zmarła w Pradze w wieku 84 lat; została pochowana na Cmentarzu Olszańskim. W 2016 wybito pamiątkową monetę z okazji 160. rocznicy jej urodzin.